# Mosbach-Gold-Hahnenfuß
Der Mosbach-Gold-Hahnenfuß (Ranunculus mosbachensis) ist eine Pflanzenart aus der Familie der Hahnenfußgewächse (Ranunculaceae).

## Verbreitung und Standort
Die Art ist endemisch in Baden-Württemberg. Nachweise aus Bayern, Hessen und Mecklenburg-Vorpommern sind unsicher und bedürfen der Bestätigung. Sie wächst in lichten Laubmischwäldern und mit Büschen bewachsenen, gerölligen Halden zusammen mit Helleborus foetidus, Vinca minor, Viola odorata u. a.

## Beschreibung
Der Mosbach-Gold-Hahnenfuß wurde 1952 von Adolf Peter Haas erstbeschrieben. Bei dieser Art handelt es sich um eine buschig wachsende Pflanze mit einer Höhe von ca. 20 bis 35 cm. Die zahlreichen Stängel steigen etwas bogig auf. Bei Einzelpflanzen kommen vier bis sechs Grundblätter vor.
Die Stängelblätter sind in fünf bis sieben meist schmal lanzettliche Abschnitte zerteilt. Die untersten Abschnitte tragen sehr lange, spitz zulaufende und etwas nach außen gebogene Zähne. Die obersten sind meist ganzrandig.
Besonders kennzeichnend ist die extreme Heterophyllie der Art, die von wenigen geteilten Frühjahrblättern zu extrem geteilten und langstieligen Blattabschnitten in der Blütezeit führt und über „elefantenohrlappige“ Blätter in der Fruchtzeit schließlich bei ungeteilten Sommerblättern ähnlich Ranunculus cassubicus endet.
Der Mosbacher Gold-Hahnenfuß blüht Anfang April und fruchtet im Mai. Aufgrund der warmen Frühjahre der letzten Jahre verschiebt sich die Blüte- und Reifezeit öfters auch deutlich nach vorne.

## Systematik
Ranunculus mosbachensis gehört zur Artengruppe des Gold-Hahnenfußes (Ranunculus auricomus agg.). Apomiktische Fortpflanzung hat die Entstehung einer Vielzahl von nah verwandten, ähnlich aussehenden Sippen mit meist relativ kleinen Arealen begünstigt. Diese sind noch unzureichend erforscht und nur zu einem kleinen Teil beschrieben.

## Etymologie
Das Artepitheton „mosbachensis“ geht auf den Fundort und das Hauptvorkommen der Art in der Umgebung von Mosbach, der Kreisstadt des Neckar-Odenwald-Kreises in Baden-Württemberg, zurück.